# Frisol

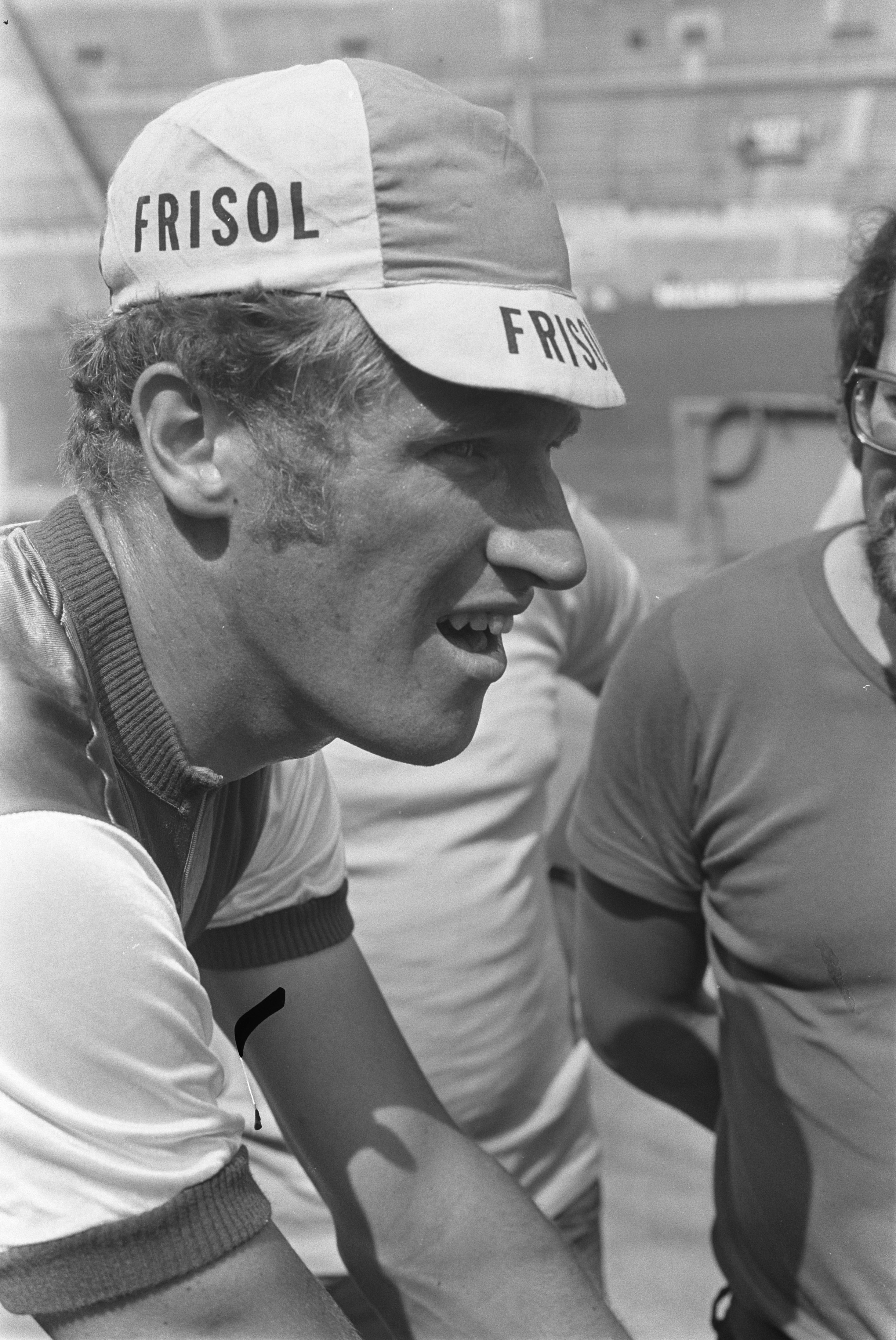
Peter van Doorn met Frisol-petje.

Frisol is een voormalige Nederlandse professionele wielerploeg uit de jaren 1970. Sponsor van de Frisol wielerploeg was Nico de Vries, een handelaar in olieproducten. Gazelle was elk seizoen de fietsenleverancier en in 1976 en 1977 tevens cosponsor.
Renners die uitkwamen voor deze ploeg waren onder andere José De Cauwer, Fedor den Hertog, Hennie Kuiper, Luis Ocana Pernia, Harm Ottenbros, Cees Priem en Jan Raas.

## Ploegnamen
* G.B.C. = Gian Bruto Castelfranchi (elektronica -radio en tv-) 

## Belangrijkste overwinningen
1974
NK wegwedstrijd (Priem)
Ronde van Frankrijk (2e etappe: Poppe)
1975
WK wegwedstrijd (Kuiper)
NK veldrijden (profs) (Kuiper)
NK wegwedstrijd (Kuiper)
Dwars door Vlaanderen (Priem)
Ronde van Spanje (17e etappe: Donald Allan (Aus), 18e etappe: Kuiper)
Ronde van Nederland (1e etappe: Smit, 3e etappe: Reybrouck)
Ronde van Frankrijk (etappe 5, 9a: Theo Smit, etappe 1a: Priem)
1976
NK wegwedstrijd (Luxemburg) (Roger Gilson)
Ronde van Nederland (2e etappe: Fedor den Hertog)
Ronde van Spanje (1e etappe: José De Cauwer, 2e etappe: Roger Gilson, 3e, 5e etappe: Smit, 14e etappe: Priem)
1977
NK wegwedstrijd (Fedor den Hertog)
Milaan-San Remo (Raas)
Amstel Gold Race (Raas)
Ronde van Frankrijk (6e etappe: Raas, 10e etappe: Fedor den Hertog)
Ronde van de Middellandse Zee (proloog: Ocaña, 1e etappe: Raas, 5e etappe: Fedor den Hertog)
Ronde van Spanje (3e etappe: Fedor den Hertog, 10e etappe: Priem)